# Narke dipterygia
Narke dipterygia är en rockeart som först beskrevs av Bloch och Schneider 1801.  Narke dipterygia ingår i släktet Narke och familjen Narkidae. IUCN kategoriserar arten globalt som otillräckligt studerad. Inga underarter finns listade i Catalogue of Life.